# Agrostis polystachya
Agrostis polystachya é uma espécie de gramínea do gênero Agrostis, pertencente à família Poaceae.